# Montigny-sur-l'Hallue
Montigny-sur-l'Hallue és un municipi francès situat al departament del Somme i a la regió dels Alts de França. L'any 2007 tenia 211 habitants.

## Demografia

### Població

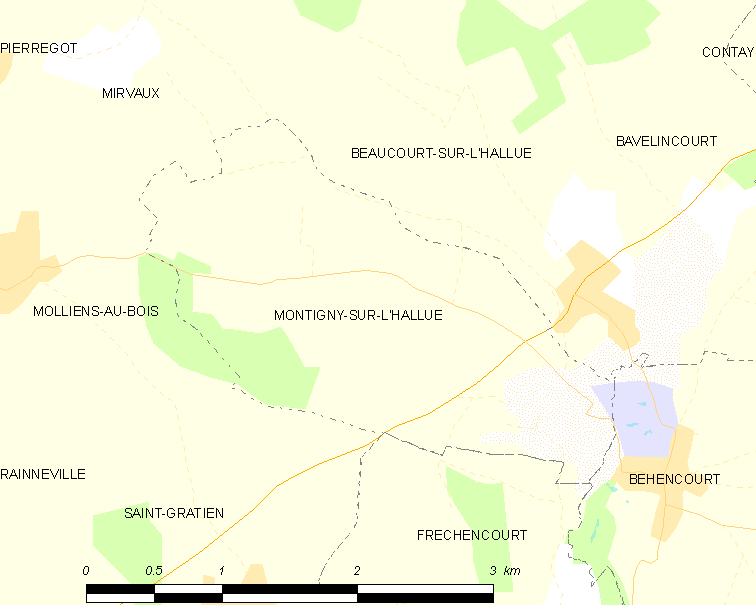

El 2007 la població de fet de Montigny-sur-l'Hallue era de 211 persones. Hi havia 76 famílies de les quals 12 eren unipersonals (8 homes vivint sols i 4 dones vivint soles), 28 parelles sense fills, 24 parelles amb fills i 12 famílies monoparentals amb fills.
La població ha evolucionat segons el següent gràfic:
Habitants censats

### Habitatges
El 2007 hi havia 80 habitatges, 76 eren l'habitatge principal de la família, 1 era una segona residència i 3 estaven desocupats. 73 eren cases i 7 eren apartaments. Dels 76 habitatges principals, 61 estaven ocupats pels seus propietaris i 15 estaven llogats i ocupats pels llogaters; 2 tenien dues cambres, 10 en tenien tres, 14 en tenien quatre i 50 en tenien cinc o més. 61 habitatges disposaven pel capbaix d'una plaça de pàrquing. A 29 habitatges hi havia un automòbil i a 46 n'hi havia dos o més.

### Piràmide de població
La piràmide de població per edats i sexe el 2009 era:
| Homes | Edats   | Dones |
| ----- | ------- | ----- |
| 0     | 95 o +  | 0     |
| 0     | 90 a 94 | 0     |
| 4     | 85 a 89 | 0     |
| 0     | 80 a 84 | 0     |
| 4     | 75 a 79 | 4     |
| 0     | 70 a 74 | 0     |
| 0     | 65 a 69 | 0     |
| 0     | 60 a 64 | 0     |
| 12    | 55 a 59 | 8     |
| 8     | 50 a 54 | 16    |
| 8     | 45 a 49 | 4     |
| 8     | 40 a 44 | 8     |
| 12    | 35 a 39 | 8     |
| 8     | 30 a 34 | 8     |
| 8     | 25 a 29 | 8     |
| 4     | 20 a 24 | 8     |
| 4     | 15 a 19 | 4     |
| 4     | 10 a 14 | 12    |
| 12    | 5 a 9   | 12    |
| 8     | 0 a 4   | 0     |

## Economia
El 2007 la població en edat de treballar era de 145 persones, 107 eren actives i 38 eren inactives. De les 107 persones actives 101 estaven ocupades (50 homes i 51 dones) i 6 estaven aturades (2 homes i 4 dones). De les 38 persones inactives 15 estaven jubilades, 13 estaven estudiant i 10 estaven classificades com a «altres inactius».

### Ingressos
El 2009 a Montigny-sur-l'Hallue hi havia 75 unitats fiscals que integraven 219 persones, la mediana anual d'ingressos fiscals per persona era de 24.264 €.

### Activitats econòmiques
Dels 6 establiments que hi havia el 2007, 2 eren d'empreses de comerç i reparació d'automòbils, 1 d'una empresa de transport, 1 d'una empresa d'informació i comunicació i 2 d'empreses de serveis.
L'únic servei als particulars que hi havia el 2009 era una oficina de correu.
L'any 2000 a Montigny-sur-l'Hallue hi havia 3 explotacions agrícoles que ocupaven un total de 324 hectàrees.

## Poblacions més properes
El següent diagrama mostra les poblacions més properes.